# Xenoestrogen
Els xenoestrògens són compostos sintètics, fets per la humanitat, que s'oposen als arquiestrògens (antics, presents en la naturalesa) produïts pels organismes vius. Els xenoestrògens imiten l'efecte d'altres estrògens. Dissenyats en un primer moment amb altres intencions com els ftalats, policlorur de bifenil (PCB) o el Bisfenol A es menystingué la seva capacitat de disrupció hormonal. El seu potencial impacte negatiu sobre els ecosistemes on arriben i de retruc en la salut humana està sota estudi, tot i que hi ha proves que n'indiquen l'associació estadística.